# Alpaida weyrauchi
Alpaida weyrauchi är en spindelart som beskrevs av Levi 1988. Alpaida weyrauchi ingår i släktet Alpaida och familjen hjulspindlar.
Artens utbredningsområde är Peru. Inga underarter finns listade i Catalogue of Life.